# Hannes Groll
Hannes Groll (* 22. Dezember 1984 in Garmisch-Partenkirchen) ist ein ehemaliger deutscher Naturbahnrodler.
Groll nahm zweimal an internationalen Juniorenmeisterschaften teil, konnte sich dabei aber nur im Schlussfeld platzieren. Bei der Juniorenweltmeisterschaft 1999 in Hüttau fuhr er unter 31 gewerteten Rodlern auf Platz 28 und bei der Junioreneuropameisterschaft 2000 unter 36 Rodlern auf Rang 34. Bei der Juniorenweltmeisterschaft 2002 in Gsies konnte er verletzungsbedingt nicht antreten. Seinen einzigen Start im Weltcup hatte Groll am 27. Januar 2002 im letzten Rennen der Saison 2001/2002 im slowenischen Železniki. Dort fuhr er unter 39 gestarteten Rodlern auf den 32. Platz.